# Eurobest
Eurobest puis Worldbest est un événement annuel organisé par Endemol et TF1. Il réunit les candidats de différentes émissions internationales de type Star Academy.

## Histoire
De par l'accroissement et le succès du format Star Academy en Europe avec plus de 200 millions de téléspectateurs et 25 millions d'albums vendus, Endemol a la volonté de créer une compétition similaire à l'Eurovision où chaque gagnant de Star Academy local s'affrontera pour pouvoir avoir la chance d'être le meilleur chanteur de toutes Star Academy confondus. 
Lors de la seconde édition, l'émission se renomme Worldbest et s'ouvre à l'international de par la popularité acquis par le programme dans certaines régions du monde. Elle s'ouvre aussi au monde par l'annulation de certaines émissions européennes à l'image de la Belgique ou bien l'Italie. 

## Règles

### Participants
Chaque participant doit provenir d'une édition locale de Star Academy. Il n'est pas impératif qu'il soit l'un des gagnants de sa version. Lors de la première édition, la compétition n'était ouverte qu'à échelle européenne. Les éditions espagnoles, britanniques, italiennes, grecques, néerlandaises, russes, belges, portugaises et françaises ont participé à cette compétition. Lors de la seconde édition, la compétition s'est ouverte à l'international notamment au Proche-Orient et l'Amérique du Sud avec les éditions libanaises, brésiliennes, chiliennes, argentines, mexicaines ainsi que canadiennes.

### Chansons
Chaque candidat interprète une chanson du répertoire national ou international. Le concept étant basé sur Star Academy où les candidats interprètent des chansons nationales et internationales, ils sont évalués sur leurs qualités d'interprètes. Lors de la première édition, uniquement les chansons du répertoire international étaient autorisées « par souci d'égalité ».

### Vote
Tous les diffuseurs doivent réunir un juré qui soit est un des directeurs ou un des professeurs des différents concepts de Star Academy mais aussi une personnalité locale de la musique[pas clair]. Les candidats sont ainsi notés par le jury avec une notation qui diffère selon les éditions[pas clair]. Chaque juré ne peut pas voter pour le candidat représentant son pays. Chaque note porte sur la justesse du chant, la voix et la qualité d'interprétation. Les téléspectateurs n'ont aucun pouvoir dans cette compétition car ils ne peuvent pas voter.
Lors de la première édition, le jury est invité à noter — à l'exception des candidats du pays d'origine du juré — les candidats de 0 à 20, une notation similaire aux notes attribuées dans les différents concepts de Star Academy.
Lors de la seconde édition, le jury est invité à noter les candidats de 1 à 10.

### Résultat
Le résultat est l'addition de toutes les notes collectées par les candidats. Les notes proviennent du jury international. À la fin de l'émission lorsque les candidats ont tous interprétés leurs chansons, les animateurs annoncent les jurys qui eux dévoilent les notes attribuées. À la manière de l'Eurovision, chaque jury dévoile un par un les notes attribuées au candidat.

## Ville hôte
L'accueil de la première édition s'est effectuée en France sur Cannes depuis le Palais des Festivals. La raison est que la version française est celle qui a le plus fonctionné en Europe. Le pays remportant la compétition devait accueillir l'édition suivante. Cependant, la seconde édition se déroula de nouveau en France dans la ville de Cannes au sein du Palais des festivals.

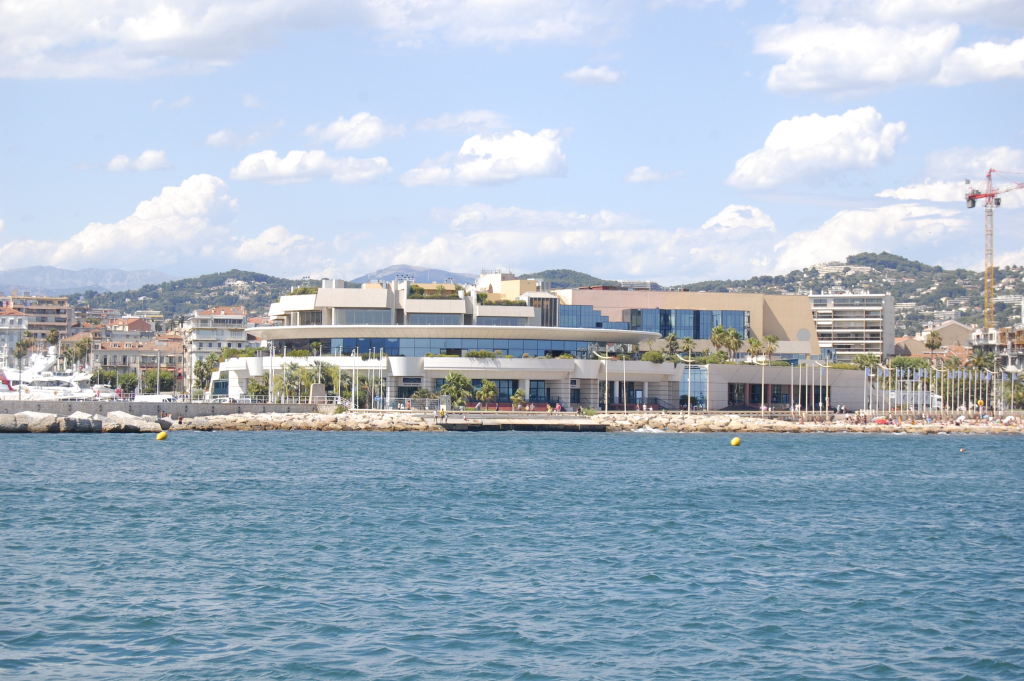
Palais des festivals et des congrès de Cannes

## Présentateurs
L'animation des deux éditions est confiée à Nikos Aliagas, présentateur de la version française de Star Academy. Il est accompagné d'Estelle Lefébure qui assure la traduction en anglais,.

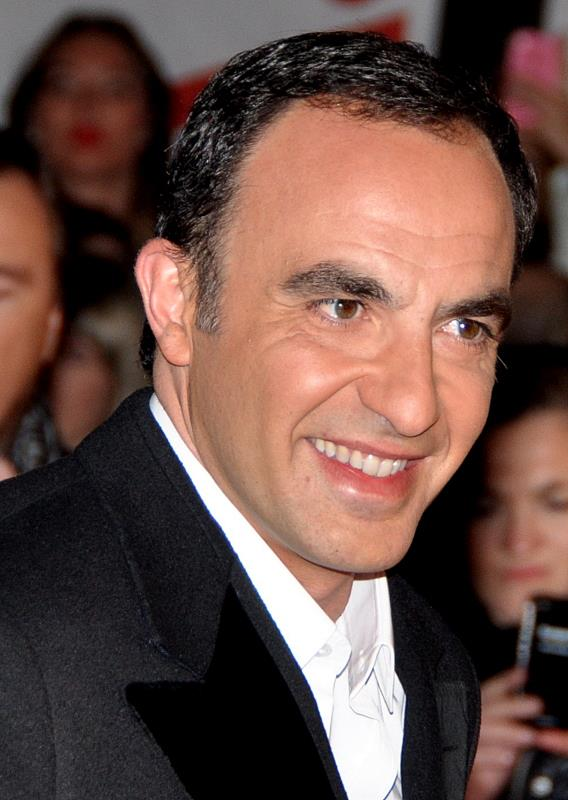
Nikos Aliagas
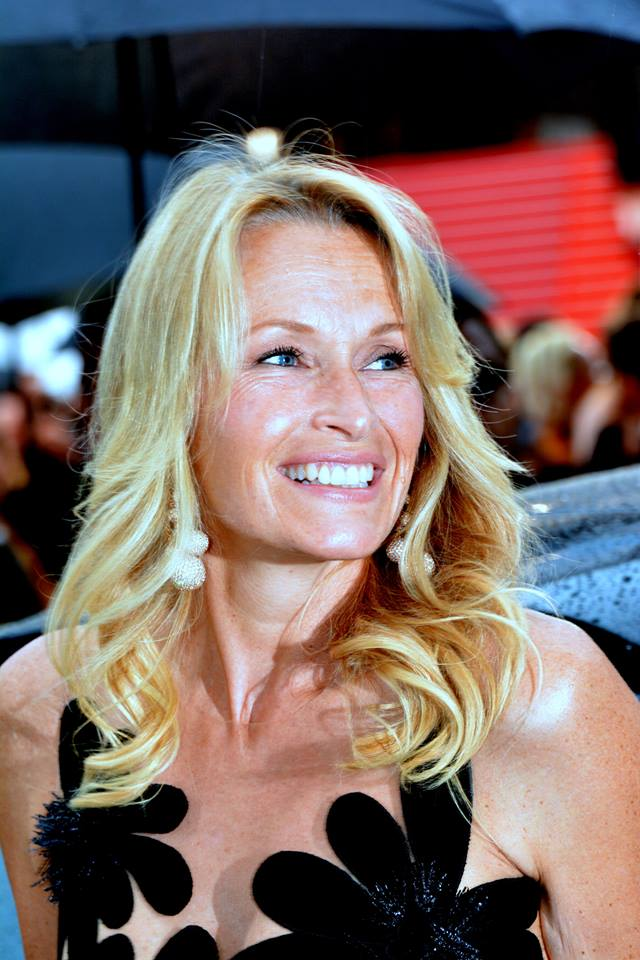
Estelle Lefébure

## Diffuseurs
L'émission est diffusée en direct ou en simultané dans les pays participant à la compétition. En France, l'émission était diffusée en direct sur TF1. En Espagne, la première édition du programme fut retransmise sur une chaîne du câble intitulée Canal OT et des images fut transmises à travers les quotidiennes. Lors de la seconde édition, l'Espagne ne diffusera pas en intégralité l'émission mais uniquement certaines images dans les quotidiennes. En Grèce, l'émission fut diffusé sur ANT1 avec quelques jours de différés. Le Canada a décidé de ne pas diffuser l'émission en direct et dans son intégralité mais uniquement certaines parties du concours dans ses quotidiennes sur la chaîne canadienne TVA.

## Vainqueurs
Lors de la première édition, c'est la représentante de l'émission espagnole Chenoa qui remporte la compétition. Lors de la seconde édition, c'est la représentante de l'émission française Élodie Frégé qui remporte la compétition. 

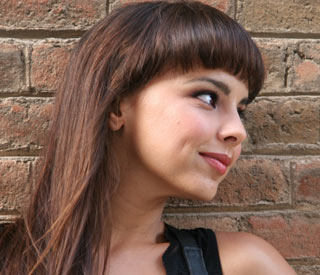
Chenoa
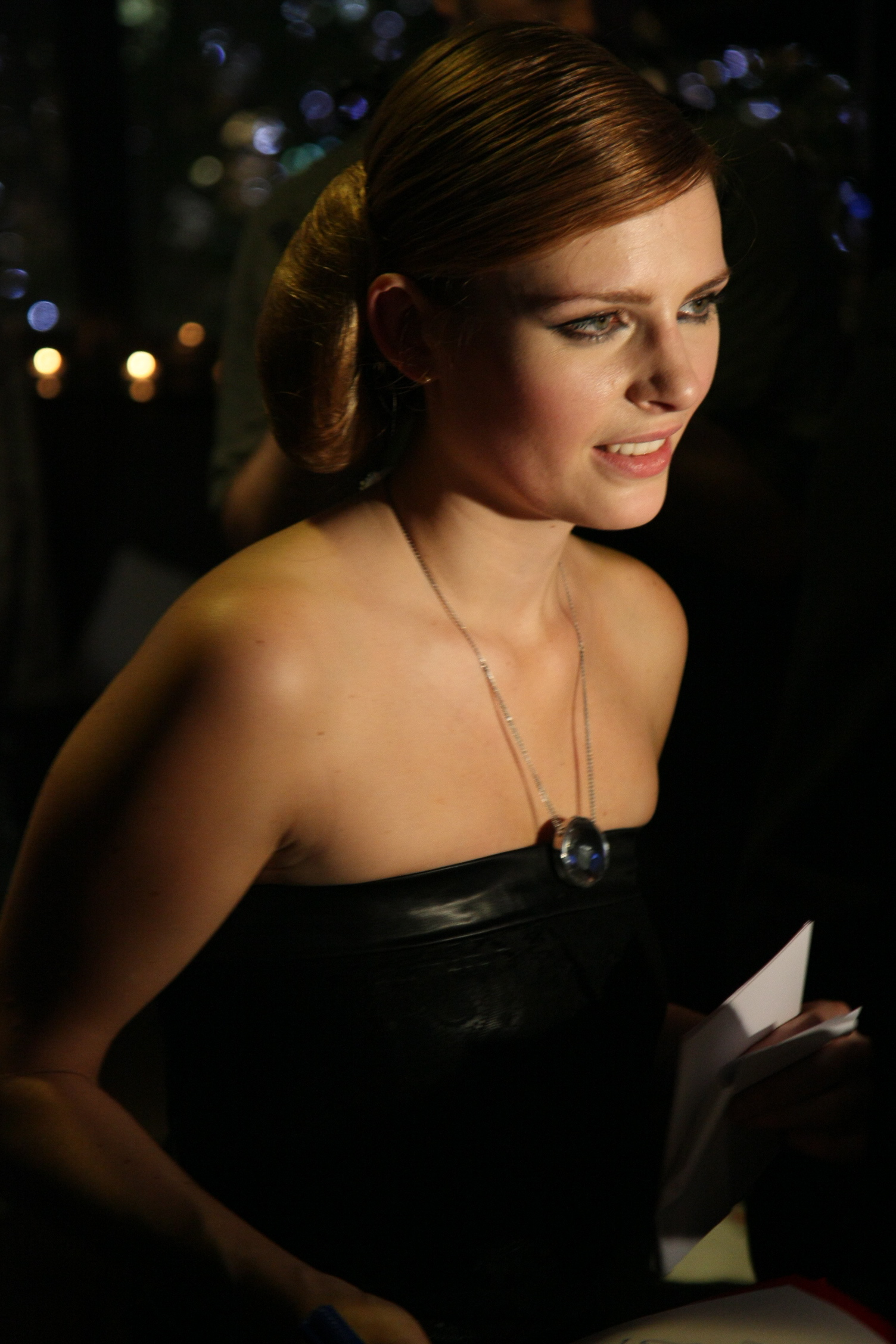
Elodie Frégé

## Eurobest(2003)

### Diffusion
Cette édition s'est déroulée le 25 mars 2003, au Palais des festivals sur Cannes. Elle fut diffusée en France sur TF1 et présentée par Nikos Aliagas et Estelle Lefébure. La marraine de cette édition est Mariah Carey.

### Candidats
- Si vous ne connaissez pas le sujet, laissez ce bandeau (vous pouvez alors contacter les auteurs).
- Si vous supprimez le contenu mis en cause (vous pouvez préalablement contacter les auteurs),

argumentez précisément cette suppression dans la page de discussion
(un manque de référence n'est pas un argument ; une recherche réelle de référence doit avoir été effectuée, être formellement documentée).
| Pays        | Artiste(s)          | Emission             | Saison | Statut    | Place | Points | Chanson                                                |
| ----------- | ------------------- | -------------------- | ------ | --------- | ----- | ------ | ------------------------------------------------------ |
| Grèce       | Notis Christodoulou | Fame Story           | 1      | Gagnant   | 9     | 99     | María - Ricky Martin                                   |
| Italie      | Bruno Cuomo         | Operazione Trionfo   | 1      | Gagnant   | 5     | 114    | Sorry Seems to Be the Hardest Word - Blue & Elton John |
| Pays-Bas    | Sita Vermeulen      | Star Maker           | 1      | Gagnante  | 8     | 102    | All I Wanna Do - Sheryl Crow                           |
| Espagne     | Chenoa              | Operación Triunfo    | 1      | Eliminée  | 1     | 145    | It's Raining Men - Geri Halliwell                      |
| Belgique    | Melanie Martin      | Star Academy         | 1      | Gagnante  | 7     | 110    | Like a Prayer - Madonna                                |
| Russie      | Korni               | Fabrika Zvyozd       | 1      | Gagnant   | 6     | 113    | We Will Rock You - Queen                               |
| Portugal    | Mané et Lilia       | Academia de Estrelas | 1      | Gagnant   | 4     | 121    | Sussudio - Phil Collins                                |
| Royaume-Uni | Lemar               | Fame Academy         | 1      | Finaliste | 3     | 132    | With or Without You - U2                               |
| France      | Nolwenn Leroy       | Star Academy         | 2      | Gagnante  | 2     | 134    | I Will Always Love You - Whitney Houston               |

### Invités
- Si vous ne connaissez pas le sujet, laissez ce bandeau (vous pouvez alors contacter les auteurs).
- Si vous supprimez le contenu mis en cause (vous pouvez préalablement contacter les auteurs),

argumentez précisément cette suppression dans la page de discussion
(un manque de référence n'est pas un argument ; une recherche réelle de référence doit avoir été effectuée, être formellement documentée).
| Artiste(s)     | Chanson(s)                                                  |
| -------------- | ----------------------------------------------------------- |
| Star Academy 2 | Paris Latino                                                |
| Tom Jones      | Sex Bomb                                                    |
| Alizée         | Moi… Lolita                                                 |
| Mariah Carey   | Medley - My All - Honey - Hero                              |
| Atomic Kitten  | Medley - Eternal Flame - The Tide Is High (Get The Feeling) |

### Jurys
- Si vous ne connaissez pas le sujet, laissez ce bandeau (vous pouvez alors contacter les auteurs).
- Si vous supprimez le contenu mis en cause (vous pouvez préalablement contacter les auteurs),

argumentez précisément cette suppression dans la page de discussion
(un manque de référence n'est pas un argument ; une recherche réelle de référence doit avoir été effectuée, être formellement documentée).
- Belgique : Pierette Entcantada
- Grèce : Kaliopi Charalampous
- Russie : Yuriy Aksyuta
- France : Alexia Laroche-Joubert
- Italie : Maria Grazia Fantana
- Royaume-Uni : Carrie Grant
- Espagne: Àngel Llàcer
- Portugal: Ana Sacramento

### Résultat
|                      |                        | Points attribués[source insuffisante] | Points attribués[source insuffisante] | Points attribués[source insuffisante] | Points attribués[source insuffisante] | Points attribués[source insuffisante] | Points attribués[source insuffisante] | Points attribués[source insuffisante] | Points attribués[source insuffisante] | Points attribués[source insuffisante] | Points attribués[source insuffisante] |
| -------------------- | ---------------------- | ------------------------------------- | ------------------------------------- | ------------------------------------- | ------------------------------------- | ------------------------------------- | ------------------------------------- | ------------------------------------- | ------------------------------------- | ------------------------------------- | ------------------------------------- |
| Drapeau de la France | Drapeau du Royaume-Uni | Drapeau du Portugal                   | Drapeau de la Russie                  | Drapeau de la Belgique                | Drapeau de l'Espagne                  | Drapeau des Pays-Bas                  | Drapeau de l'Italie                   | Drapeau de la Grèce                   | Total                                 |                                       |                                       |
| Pays                 |                        |                                       |                                       |                                       |                                       |                                       |                                       |                                       |                                       |                                       |                                       |
| France               |                        | 18                                    | 16                                    | 16                                    | 18                                    | 15                                    | 18                                    | 15                                    | 18                                    | 134                                   |                                       |
| Royaume-Uni          | 16                     |                                       | 17                                    | 20                                    | 16                                    | 17                                    | 16                                    | 16                                    | 14                                    | 132                                   |                                       |
| Portugal             | 13                     | 16                                    |                                       | 12                                    | 20                                    | 13                                    | 13                                    | 18                                    | 16                                    | 121                                   |                                       |
| Russie               | 15                     | 17                                    | 14                                    |                                       | 15                                    | 11                                    | 14                                    | 14                                    | 13                                    | 113                                   |                                       |
| Belgique             | 12                     | 15                                    | 12                                    | 18                                    |                                       | 14                                    | 17                                    | 11                                    | 11                                    | 110                                   |                                       |
| Espagne              | 17                     | 19                                    | 18                                    | 19                                    | 19                                    |                                       | 19                                    | 19                                    | 15                                    | 145                                   |                                       |
| Pays-Bas             | 14                     | 13                                    | 11                                    | 14                                    | 14                                    | 12                                    |                                       | 12                                    | 12                                    | 102                                   |                                       |
| Italie               | 10                     | 14                                    | 15                                    | 17                                    | 17                                    | 16                                    | 15                                    |                                       | 10                                    | 114                                   |                                       |
| Grèce                | 11                     | 12                                    | 13                                    | 15                                    | 13                                    | 11                                    | 12                                    | 13                                    |                                       | 99                                    |                                       |

Chenoa est la gagnante de l'édition 2003 d'Eurobest avec 145 points. 

### Audiences
En France, l'émission diffusée un mardi a emporté un grand succès sur TF1 avec 6.93 millions de téléspectateurs pour 33.9 % de part d'audience selon les chiffres Médiamétrie plaçant la chaîne privée 1ère des audiences de cette soirée-là.

## Worldbest(2004)

### Diffusion
Cette édition s'est déroulée le 30 mars 2004, au Palais des festivals sur Cannes. Elle fut diffusée en France sur TF1 et présentée par Nikos Aliagas et Estelle Lefébure. Le parrain de cette édition est Lionel Richie.

### Candidats
- Si vous ne connaissez pas le sujet, laissez ce bandeau (vous pouvez alors contacter les auteurs).
- Si vous supprimez le contenu mis en cause (vous pouvez préalablement contacter les auteurs),

argumentez précisément cette suppression dans la page de discussion
(un manque de référence n'est pas un argument ; une recherche réelle de référence doit avoir été effectuée, être formellement documentée).
| Pays        | Artiste(s)             | Emission          | Saison | Statut    | Place | Points | Chanson                                                   |
| ----------- | ---------------------- | ----------------- | ------ | --------- | ----- | ------ | --------------------------------------------------------- |
| Brésil      | Nalanda                | Fama Academy      | 1      | Finaliste | 8     | 50     | Whenever, Wherever - Shakira                              |
| Royaume-Uni | Alistair               | Fame Academy      | 2      | Finaliste | 6     | 56     | (Everything I Do) I Do It for You - Bryan Adams           |
| Liban       | Bruno                  | Star Academy      | 1      | Eliminée  | 10    | 34     | La copa de la vida - Ricky Martin                         |
| Espagne     | Miguel & Davinia       | Operación Triunfo | 3      | Finaliste | 7     | 55     | As - George Michael & Mary J. Blige                       |
| Allemagne   | Become One             | Fame Academy      | 1      | Gagnant   | 11    | 19     | Fame - Irene Cara                                         |
| Mexique     | Darina Márquez         | Operación Triunfo | 1      | Gagnante  | 4     | 66     | Hero - Mariah Carey                                       |
| Canada      | Marie-Élaine & Wilfred | Star Académie     | 1      | Gagnant   | 2     | 74     | Si demain... (Turn Around) - Bonnie Tyler & Kareen Antonn |
| Chili       | Mónica Rodríguez       | Operación Triunfo | 1      | Finaliste | 3     | 70     | Lady Marmalade - Christina Aguilera                       |
| Argentine   | Emanuel Arias          | Operación Triunfo | 1      | Finaliste | 5     | 64     | Robbie Williams - Feel                                    |
| Russie      | Julia                  | Fabrika Zvyozd    | 2      | Eliminée  | 9     | 46     | Torn - Natalie Imbruglia                                  |
| France      | Élodie Frégé           | Star Academy      | 3      | Gagnante  | 1     | 85     | S'il suffisait d'aimer - Céline Dion                      |

### Invités
- Si vous ne connaissez pas le sujet, laissez ce bandeau (vous pouvez alors contacter les auteurs).
- Si vous supprimez le contenu mis en cause (vous pouvez préalablement contacter les auteurs),

argumentez précisément cette suppression dans la page de discussion
(un manque de référence n'est pas un argument ; une recherche réelle de référence doit avoir été effectuée, être formellement documentée).
| Artiste(s)     | Chanson(s)                                                                                               |
| -------------- | --- |
| Star Academy 3 | La bamba                                                                                                 |
| Lionel Richie  | Medley - Just for You - All Night Long (All Night)                                                       |
| Phil Collins   | Medley - On My Way - You Can't Hurry Love - Another Day in Paradise - Easy Lover - Can't Stop Loving You |
| 3T             | Black or White                                                                                           |

### Jurys
- Si vous ne connaissez pas le sujet, laissez ce bandeau (vous pouvez alors contacter les auteurs).
- Si vous supprimez le contenu mis en cause (vous pouvez préalablement contacter les auteurs),

argumentez précisément cette suppression dans la page de discussion
(un manque de référence n'est pas un argument ; une recherche réelle de référence doit avoir été effectuée, être formellement documentée).
- Brésil : Carla Affonso
- Royaume-Uni : Louise Rainbow
- Espagne : Tony Cruz
- Liban : Oussama El Rahbany
- Allemagne : Katja Hofem Best
- Mexique : Peter Langenberg
- Canada : Julie Snyder
- Chili : Alex Hernandez
- Argentine : Martin Alfiz
- Russie : Vuri Aksyuta
- France : Nathalie André

### Résultat
|                   |                        | Points attribués | Points attribués     | Points attribués       | Points attribués   | Points attribués  | Points attribués | Points attribués       | Points attribués     | Points attribués     | Points attribués | Points attribués | Points attribués |
| ----------------- | ---------------------- | ---------------- | -------------------- | ---------------------- | ------------------ | ----------------- | ---------------- | ---------------------- | -------------------- | -------------------- | ---------------- | ---------------- | ---------------- |
| Drapeau du Brésil | Drapeau du Royaume-Uni | Drapeau du Liban | Drapeau de l'Espagne | Drapeau de l'Allemagne | Drapeau du Mexique | Drapeau du Canada | Drapeau du Chili | Drapeau de l'Argentine | Drapeau de la Russie | Drapeau de la France | Total            |                  |                  |
| Pays              | Brésil                 |                  | 7                    | 1                      | 4                  | 3                 | 5                | 7                      | 7                    | 8                    | 3                | 5                | 50               |
| Pays              | Royaume-Uni            | 2                |                      | 4                      | 5                  | 4                 | 4                | 2                      | 7                    | 9                    | 10               | 9                | 56               |
| Pays              | Liban                  | 3                | 10                   |                        | 2                  | 2                 | 2                | 8                      | 2                    | 2                    | 1                | 2                | 34               |
| Pays              | Espagne                | 8                | 4                    | 3                      |                    | 6                 | 10               | 5                      | 4                    | 10                   | 2                | 3                | 55               |
| Pays              | Allemagne              | 1                | 3                    | 2                      | 1                  |                   | 3                | 1                      | 1                    | 1                    | 5                | 1                | 19               |
| Pays              | Mexique                | 9                | 8                    | 8                      | 8                  | 7                 |                  | 4                      | 3                    | 4                    | 8                | 7                | 66               |
| Pays              | Canada                 | 5                | 8                    | 10                     | 7                  | 8                 | 6                |                        | 8                    | 7                    | 7                | 8                | 74               |
| Pays              | Chili                  | 7                | 10                   | 7                      | 6                  | 1                 | 7                | 10                     |                      | 3                    | 9                | 10               | 70               |
| Pays              | Argentine              | 6                | 3                    | 5                      | 10                 | 5                 | 9                | 6                      | 10                   |                      | 4                | 6                | 64               |
| Pays              | Russie                 | 4                | 5                    | 6                      | 3                  | 9                 | 1                | 3                      | 6                    | 5                    |                  | 4                | 46               |
| Pays              | France                 | 10               | 9                    | 9                      | 9                  | 10                | 8                | 9                      | 9                    | 6                    | 6                |                  | 85               |

Élodie Frégé est la gagnante de l'édition 2004 de Worldbest avec 85 points.

### Audiences
En France, cette nouvelle version de l'émission n'avait pas rencontré le succès escompté, TF1 n'ayant réuni que 5,23 millions de téléspectateurs pour 25,5 % de part d'audience selon les chiffres Médiamétrie plaçant la chaîne privée 3e des audiences de cette soirée-là (derrière Louis la Brocante sur France 3 et le film Pour le pire et pour le meilleur sur France 2).

## Faits notables
- La première édition du programme intervenant trois jours après l'annonce de la guerre d'Irak, le groupe Korni représentant du Royaume-Uni décidèrent de modifier une partie de la chanson We Will Rock You du groupe Queen afin de dire « que l'on peut vivre sans violence ». Le représentant grec, Notis, se vêtit d'un tee-shirt où il était inscrit Peace and love pour dénoncer cet événement[1].
- Fut sélectionné en Espagne pour la première édition Chenoa, qui n'était ni gagnante, ni finaliste car la gagnante d'Operación Triunfo avait une extinction de voix et que la finaliste participait à l'édition 2003 de l'Eurovision[10].